# 库德勒雪
库德勒雪（法語：Coudrecieux，法語發音：[kudʁəsjø]）是法国萨尔特省的一个市镇，属于马梅尔斯区。

## 地理
库德勒雪（47°59'33"N, 0°37'48"E）面积24.27 平方千米，位于法国卢瓦尔河地区大区萨尔特省，该省份为法国西北部内陆省份，北起顺时针与奥恩省、厄尔-卢瓦省、卢瓦-谢尔省、安德尔-卢瓦尔省、曼恩-卢瓦尔省和马耶讷省接壤，是法国大西部的入口，连接卢瓦尔河谷、布列塔尼和巴黎盆地。
与库德勒雪接壤的市镇（或旧市镇、城区）包括：多隆、布卢瓦尔、埃科尔潘、蒙塔耶、圣米歇尔德沙韦涅。
库德勒雪的时区为UTC+01:00、UTC+02:00（夏令时）。

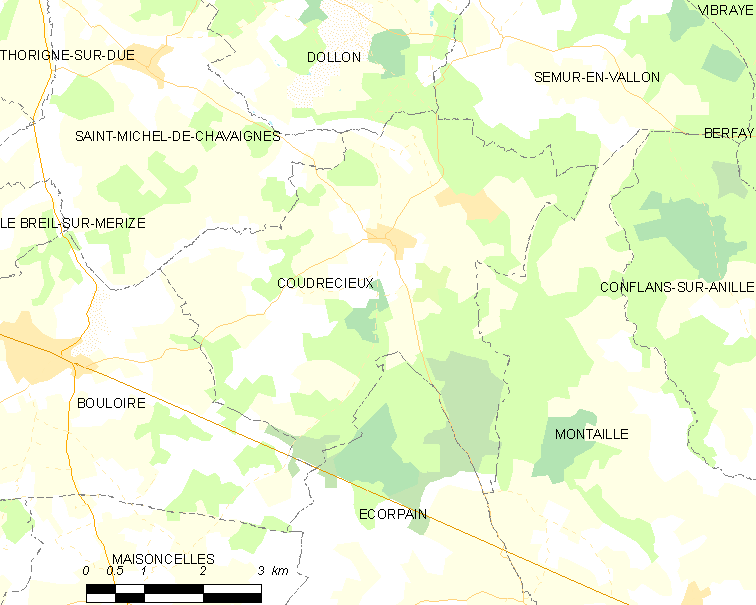
库德勒雪的OSM定位图

## 行政
库德勒雪的邮政编码为72440，INSEE市镇编码为72094。

## 政治
库德勒雪所属的省级选区为圣卡莱县。

## 人口

1962-2008年间库德勒雪人口变化图示

库德勒雪于2022年1月1日时的人口数量为638人。